# Romeu Fiori
Romeu Fiori (São Simão, 24 de maio de 1912 — Rio de Janeiro, 18 de novembro de 1980) foi um político brasileiro. Exerceu o mandato de deputado federal constituinte por São Paulo em 1946.